# William Camden
Pour les articles homonymes, voir Camden.
 (janvier 2023).
Si vous disposez d'ouvrages ou d'articles de référence ou si vous connaissez des sites web de qualité traitant du thème abordé ici, merci de compléter l'article en donnant les références utiles à sa vérifiabilité et en les liant à la section « Notes et références ».
William Camden est un historien et héraut anglais né le 2 mai 1551 à Londres et mort le 9 novembre 1623 à Chislehurst. Il est l'auteur de Britannia, une description chorographique des îles Britanniques qui exerce une influence considérable sur l'historiographie britannique (en) pendant plusieurs siècles.

## Biographie

### Origines et éducation
William Camden naît à Londres le 2 mai 1551. Il est le fils de Sampson Camden et de sa femme Elizabeth Curwen. Son père, originaire de Lichfield, est membre de la Worshipful Company of Painter-Stainers (en), la guilde de peintres et teinturiers de la Cité de Londres. Le jeune William est scolarisé à Christ's Hospital, puis à la St Paul's School à partir de 1563.
Camden entre à l'université d'Oxford en 1566. Il est d'abord inscrit au Magdalen College, mais ne parvient pas à obtenir une position de fellow. Il étudie ensuite à Broadgates Hall, puis à Christ Church. C'est durant cette période qu'il fait la connaissance de Philip Sidney et des frères Carew (George (en) et Richard (en)), qui partagent sa passion pour l'histoire et les antiquités. Il quitte Oxford en 1571 sans avoir décroché de diplôme.
Après quelques années où ses faits et gestes ne sont pas documentés, Camden devient directeur adjoint de la Westminster School en 1575. Il occupe cette position jusqu'en 1593, puis devient le directeur de l'école jusqu'en 1597. Durant ces vingt-deux années, il bénéficie d'une grande stabilité financière qui lui laisse le loisir de se consacrer à ses passions.

### Britanniaet le succès
Encouragé par le géographe Abraham Ortelius, Camden entreprend en 1577 les recherches et les voyages qui lui permettent d'accumuler les informations nécessaires à la rédaction d'une vaste description chorographique en latin des îles Britanniques. Il parcourt ainsi le Norfolk et le Suffolk en 1578, puis le Yorkshire et le Lancashire en 1582. Le résultat de ces travaux, intitulé Britannia, est publié le 2 mai 1586, jour du trente-cinquième anniversaire de son auteur. C'est un succès immédiat, qui apporte une grande célébrité à Camden.
Dans les années qui suivent, Camden continue à recueillir des informations pour corriger et développer son œuvre. Il retourne à Oxford en 1588, se rend au pays de Galles en 1590, visite Salisbury et Wells en 1596 et Carlisle en 1600. Cinq rééditions corrigées et augmentées de sa Britannia voient le jour de son vivant, en 1587, 1590, 1594, 1600 et 1607. La dernière inclut de nombreuses gravures et des cartes dessinées par Christopher Saxton (en) et John Norden (en). Il collabore avec Philemon Holland (en) sur une traduction en anglais qui paraît en 1610. Ces travaux ne l'empêchent pas de s'intéresser de près à l'école qu'il dirige : sous son égide, la Westminster School devient l'un des établissements les plus réputés du pays.

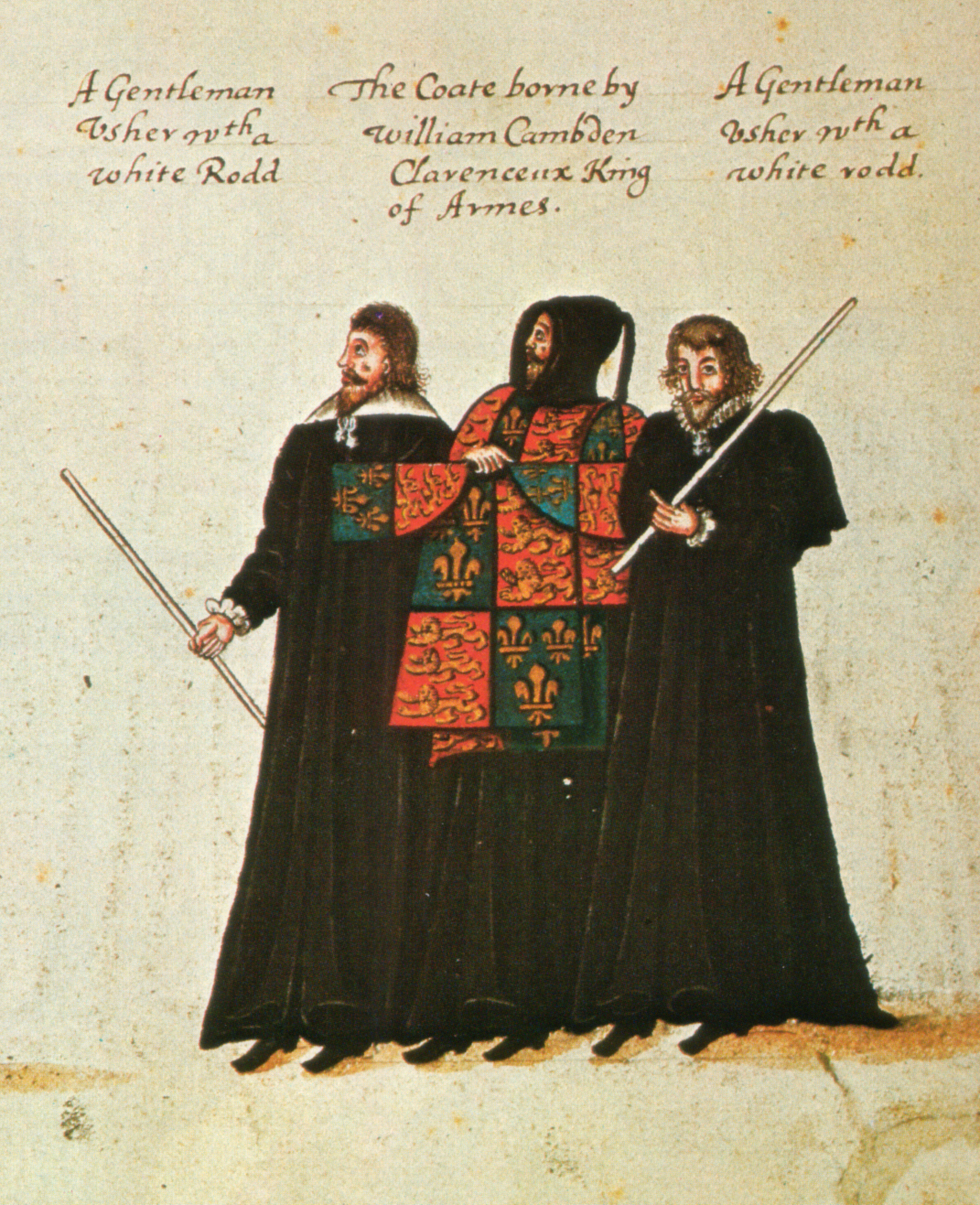
En 1603, William Camden assiste aux funérailles d'Élisabeth Ire en tant que Clarenceux King of Arms.

La santé de Camden se dégrade dans les années 1590 et il commence à envisager un changement de carrière. En 1597, il quitte la direction de la Westminster School lorsqu'il est nommé Clarenceux King of Arms (en), l'un des trois rois d'armes du College of Arms. Cette nomination inhabituelle suscite quelques remous au sein de l'institution, mais la rigueur et l'érudition de Camden contribuent à la réformer avec une organisation plus carrée et un sens du devoir plus clair. Il s'attire cependant l'inimitié du York Herald (en) Ralph Brooke, qui l'accuse dans un pamphlet publié en 1599 d'avoir commis de nombreuses erreurs et de plagiat dans sa Britannia. Camden doit s'en défendre dans la préface de la cinquième édition de son ouvrage, parue l'année suivante.

### Dernières années et lesAnnales
Camden fait l'acquisition en 1609 d'une maison à Chislehurst, au sud-est de Londres. C'est là qu'il réside jusqu'à sa mort. Sa célébrité le conduit à entretenir une correspondance avec de nombreuses figures de l'intelligentsia européenne, parmi lesquelles l'historien français Jacques Auguste de Thou et les philologues flamands Jean Gruter et Juste Lipse.
Le dernier grand projet de Camden est une histoire du règne d'Élisabeth Ire, morte en 1603, pour lequel il bénéficie de la collaboration du bibliophile Robert Cotton. Le premier volume des Annales rerum Anglicarum et Hibernicarum regnante Elizabetha, dédié à Cotton, paraît en 1615, mais il ne couvre que la période comprise entre 1558 et 1589. Il termine le second volume en 1617, mais donne des instructions pour qu'il ne soit publié qu'après sa mort.
En 1620, Camden finance la création d'une chaire à l'université d'Oxford qui porte son nom. Le premier professeur Camden d'histoire antique (en), Degoreus Whear, est nommé en 1622. Sa santé se dégrade de plus en plus et il meurt le 9 novembre 1623 à l'âge de soixante-douze ans. Il est inhumé dans le Coin des poètes de l'abbaye de Westminster.

## Postérité
Britannia exerce une influence durable sur l'historiographie britannique. Elle est fréquemment rééditée jusqu'au début du XIXe siècle et ses traductions en anglais moderne par Edmund Gibson (1695) et Richard Gough (1786) font référence pour des générations d'historiens. Camden va à contre-courant de la tradition historiographique de la Renaissance, principalement fondée sur la rhétorique, en s'intéressant de près aux sources primaires et aux traces matérielles du passé. Il fait ainsi figure de pionnier dans les domaines de la numismatique et de l'épigraphie. Il s'appuie de la même manière sur les sources primaires pour son histoire du règne d'Élisabeth Ire en s'appuyant sur les archives de la reine et sur ses relations avec plusieurs personnages de haut rang.

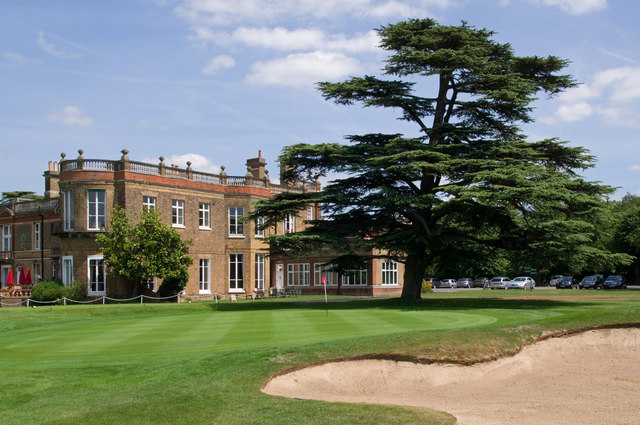
Camden Place.

La maison de William Camden à Chislehurst prend son nom. Camden Place est rachetée à la fin du XVIIIe siècle par le juge Charles Pratt, qui est successivement titré baron Camden, puis comte Camden en 1786. Il participe au développement urbain du quartier de Camden Town et son fils John Pratt est élevé au rang de marquis Camden (en) en 1812. Camden Place devient ultérieurement la dernière résidence de l'empereur des Français Napoléon III après sa déposition.
Le nom de Camden est repris par la Camden Society (en), une société de publication de textes anciens fondée en 1838 et incorporée à la Royal Historical Society en 1897, ainsi que par la Cambridge Camden Society (en), un club d'étudiants en architecture de l'université de Cambridge fondé en 1845 dont les membres contribuent au développement du style néogothique.

## Œuvres

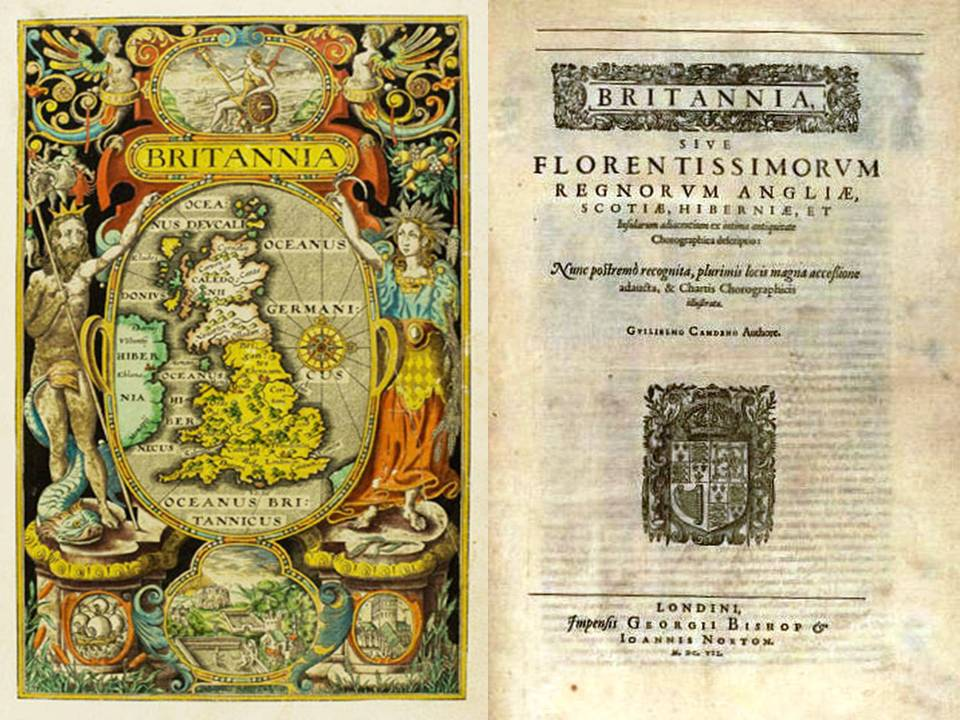
Frontispice de l'édition de 1607 de Britannia.

- 1586 : Britannia, sive florentissimorum regnorum Angliæ, Scotiæ, Hiberniæ et insularum adjacentium ex intima antiquitate chorographica descriptio Description chorographique des îles Britanniques.
- 1595 : Institutio Graecæ grammatices compendiaria in usum regiæ scholæ Westmonasteriensis Grammaire de grec ancien.
- 1600 : Reges, reginæ, nobiles et alii in ecclesia collegiata B. Petri Westmonasterii sepulti Description des monuments de l'abbaye de Westminster, publiée anonymement.
- 1603 : Anglica, Normannica, Hibernica, Cambrica, a veteribus scripta Édition de chroniques médiévales.
- 1605 : Remaines of a Greater Worke, Concerning Britaine Recueil d'essais divers.
- 1607 : Actio in Henricum Garnetum, Societatis Jesuiticæ in Anglia superiorem Traduction latine des minutes du procès de la conspiration des Poudres.
- 1615 : Annales rerum Anglicarum et Hibernicarum regnante Elizabetha Première partie d'une histoire du règne d'Élisabeth Ire.
- 1625 : Annales rerum Anglicarum et Hibernicarum regnante Elizabetha Deuxième partie d'une histoire du règne d'Élisabeth Ire, publiée à titre posthume.